# Буши, Джон
Сэр Джон Буши (англ. Sir John Bussy; умер 29 июля 1399, Бристольский замок, Королевство Англия) — английский рыцарь, один из приближённых короля Ричарда II. Поддерживал лордов-апеллянтов, позже перешёл на сторону короны. Заседал в палате общин, занимал пост спикера (1394—1398 годы), в этом качестве стремился расширить власть монарха. Был казнён во время мятежа Генри Болингброка. Стал персонажем пьесы Уильяма Шекспира «Ричард II» и её экранизаций.

## Биография

### Происхождение и владения
Джон Буши принадлежал к старинному рыцарскому роду, представители которого участвовали в нормандском завоевании Англии, а с начала XIII века владели довольно обширными землями в Линкольншире, соседнем Ратленде и Ноттингемшире. Отец Джона, сэр Уильям Буши, занимал должность шерифа Линкольншира. Джон унаследовал его владения. Благодаря двум выгодным бракам, заключённым в 1382 и 1386 годах, он смог усилить свои позиции и распространить влияние на Йоркшир: там находились некоторые владения его первой жены Мод, принадлежавшей к роду Невиллов. Эта женщина, по-видимому, убила своего первого мужа, сэра Уильяма Контело, с помощью молодого любовника, а потом очаровала сына шерифа, чтобы тот помог ей добиться королевского помилования. Брак с ней принёс Джону поместье Скоттон в Линкольншире, унаследованное Мод Невилл от отца, владения Контело в Йоркшире с доходом не меньше 10 фунтов в год, и ряд поместий в том же графстве, являвшихся приданым жены. После смерти Мод Буши пришлось отказаться от этих земель, но второй брак, со вдовой сэра Ральфа Добене, принёс ему земли в Линкольншире с годовым доходом в 33 фунта.
Благодаря успешной карьере Буши получил ряд пожалований от короля. Кроме того, он купил поместье Коттсмор в Ратленде, благодаря чему смог представлять это графство в парламенте 1391 года. Незадолго до смерти сэр Джон приобрёл у опекунов барона де ла Варр поместье Даудайк в Линкольншире. Перед казнью он признался, что незаконно захватил земли в Мартоне, Линкольншир, принадлежавшие семье Керов; возможно, были и другие случаи, когда Буши оказывал чрезмерное давление на своих менее влиятельных соседей. Какими были доходы сэра Джона, установить невозможно, но его сын, которому удалось вернуть большую часть фамильных владений, к 1436 году получал не менее 100 фунтов в год, так что доходы отца должны были составлять несколько большую сумму. Кроме того, Буши зарабатывал на продаже шерсти: так, примерно в 1396 году он заключил контракт на поставку этого товара двум линкольнширским купцам на 400 марок.

### Карьера
Первое упоминание о Джоне Буши относится к 1378 году, когда он служил на континенте под началом Джона Гонта (вероятно, во время неудачного похода на Сен-Мало). В 1381 году Буши в качестве королевского комиссара подавлял крестьянское восстание в Линкольншире. К 1384 году он (к тому времени уже рыцарь) стал депутатом от этого графства в палате общин и шерифом. В общей сложности сэр Джон избирался в парламент одиннадцать раз, а шерифом становился трижды, причём интервалы между назначениями были меньше года — в нарушение статута Эдуарда III, предполагавшего минимальный промежуток в три года.
С начала 1382 года Буши на постоянной основе находился в свите Джона Гонта, дяди короля Ричарда II и самого влиятельного вельможи Англии, получая за это 40 фунтов в год. В этот период сэр Джон был тесно связан и с сыном своего покровителя Генри Болингброком. В 1388 году он примкнул к движению лордов-апеллянтов, участники которого выступили против короля и его фаворитов (из-за этого Буши пришлось спустя десять лет просить у монарха помилования). В 1394 году сэр Джон стал спикером палаты общин, поскольку рассматривался как фигура, связанная и с королём, и с оппозицией. В том же году он был назначен главным управляющим герцогства Ланкастерского, в дальнейшем регулярно заседал в Совете герцогства. Вскоре Буши встал на сторону Ричарда II в его противостоянии лордам. Последние (особенно Болингброк и Ричард Фицалан, граф Арундел) оценивали его поведение как предательское; во многом именно с этим связана трагическая гибель сэра Джона.
В качестве спикера Буши продемонстрировал силу убеждения по отношению к другим депутатам, подобострастие и готовность верно служить по отношению к королю. Неясно, соответствовало ли стремление сэра Джона расширить королевскую власть его убеждениям; современники считали его всего лишь расчётливым оппортунистом. Буши добился отказа палаты от требований сократить расходы короны, так как эти требования ограничили бы права монарха. Сэр Джон отстаивал также идею похода на Милан в союзе с французами, но встретил ожесточённое сопротивление депутатов. Именно он организовал в 1397 году суд над лордами-апеллянтами, реализовав таким образом жажду Ричарда II отомстить мятежникам. В результате герцог Глостер, графы Арундел и Уорик были приговорены к смерти за измену; Арундела обезглавили, Уорику заменили казнь на вечную ссылку, а Глостер ещё до вынесения приговора скоропостижно умер (по-видимому, был убит). В ходе сессии 1398 года Буши добился отмены всех решений Безжалостного парламента и предоставления королю пожизненных субсидий. Кроме того, была сформирована комиссия для рассмотрения петиций и урегулирования конфликта между Генри Болингброком и герцогом Норфолком — единственным лордом-апеллянтом, избежавшим наказания. Сэр Джон был участником этой комиссии; именно он объявил обоим лордам приговор об изгнании (сентябрь 1398 года). После смерти Джона Гонта парламент по настоянию Буши одобрил конфискацию владений умершего, которые должны были достаться Болингброку.
Король щедро награждал своего слугу. В 1397 году Буши получил ежегодную пенсию в сто фунтов, поместье Киртлинг в Кембриджшире, принадлежавшее Уорику, три поместья сэра Томаса Мортимера (сторонника апеллянтов) в Саффолке, дом барона Кобэма в лондонском Сити. В 1399 году ему досталась выгодная опека над рядом поместий Норфолка в Англии и Уэльсе.

### Падение и гибель
В 1399 году Ричард II отправился в Ирландию подавлять очередное восстание. Править Англией в его отсутствие должны были хранитель королевства Эдмунд Лэнгли, 1-й герцог Йоркский, и совет, в котором ключевые позиции занимали трое выдвиженцев Ричарда — Буши, Уильям Бэгот и сэр Генри Грин. Буши и Грин к тому же взялись заниматься делами Джона Ловела, 5-го барона Ловела из Тичмарша, и сына Эдмунда Йоркского, Эдуарда Норвичского, пока эти лорды были в Ирландии.
Ситуация вскоре вышла из-под контроля. В начале июля Генри Болингброк высадился в Йоркшире и поднял мятеж, объявив о своём намерении вернуть отцовское наследство. Хранитель королевства не смог принять решительные меры, мятежник получил практически всеобщую поддержку. Буши получил в управление замки Лидс и Рочестер на случай, если Болингброк высадится в Кенте; позже сэр Джон и его сподвижники (Генри Грин и Уильям ле Скруп, 1-й граф Уилтшир, фаворит короля) оказались в замке Уоллингфорд, где укрылась королева, но были вынуждены отступить в Бристоль. Герцог Йоркский и другие члены совета перешли на сторону Болингброка. Их примеру последовал и констебль Бристольского замка, 28 июля открывший ворота крепости перед мятежниками. Буши, Грин и Скруп были арестованы, и уже на следующий день их обезглавили. Головы были выставлены на всеобщее обозрение. Эта казнь была встречена всеобщим ликованием. Болингброк вскоре получил корону, и первый же его парламент задним числом объявил казнённых изменниками, а их владения конфисковал.

## Семья
Джон Буши был женат дважды. Его первой женой стала в октябре 1382 года Мод Невилл, дочь сэра Филиппа Невилла, вдова сэра Уильяма Контело и сэра Томаса Кидела. Вторым браком сэр Джон женился в июне 1386 года на Мэри, вдове сэра Ральфа Добене. Его сын, носивший то же имя, получил большую часть отцовских владений и смог восстановить позиции своей семьи в Линкольншире.

## В культуре
Буши стал одним из персонажей исторической хроники Уильяма Шекспира «Ричард II». Он появляется и в телевизионных фильмах, снятых по Шекспиру. В частности, в первой части цикла «Пустая корона» его играет Фердинанд Кингсли.